# Хемостаза
Хемостаза (от гръцки: αιμόστασις, haemostasis – „кръвоспиране“) е медицински термин, с който се обозначава сложният процес на прекратяване на настъпило кръвотечение. Хемостазата бива два вида – спонтанно кръвоспиране и изкуствено кръвоспиране.

## Спонтанна хемостаза
Спонтанната хемостаза е естествен защитен механизъм за спиране на кръвотечението, под влияние на активираната система на кръвосъсирване, нервно-рефлекторни и хуморални механизми. Възможна е при кръвотечения от малки капилярни или венозни съдове.

## Изкуствена хемостаза
Изкуствената хемостаза е процес от дейности, с които се цели спиране на кръвотечението чрез различни средства и методи. Тя е два вида – временно кръвоспиране и окончателно кръвоспиране.